# Mietpreisbindung
Eine Mietpreisbindung, auch Mietenstopp, Mietpreisstopp oder Mietpreisbremse, ist ein staatlicher Preistopp von Mietpreisen durch gesetzlich normierte Höchstpreise bzw. ein Verbot oder eine Beschränkung von Mieterhöhungen im Rahmen von Wohnraummietverträgen.
2016 hatten 14 der 36 OECD-Länder irgendeine Form von Mietpreisbindung in Kraft, einschließlich vier Bundesstaaten in den Vereinigten Staaten. Die Mietpreisbindung ist neben sozialem Wohnungsbau, oder Wohngeld-Zahlung eine von mehreren vorgeschlagenen Maßnahmen für die Schaffung von bezahlbaren Wohnraum.
Es gibt Studien, die zu dem Ergebnis kommen, dass Mietpreisbindungen die Qualität und Quantität von Mietwohneinheiten verringern. Wie bei jedem Preisstopp besteht die Gefahr der Warenzurückhaltung bzw. der Verringerung des Warenangebots durch den Eingriff in den Mechanismus von Angebot und Nachfrage.

## Formen
Der Begriff Mietpreisbindung kann für verschiedene Formen von Preiskontrolle stehen:
1. Mietendeckel oder Mietpreisbindungen der ersten Generation sind Preiskontrollen, bei denen überhaupt keine Mieterhöhungen zulässig sind. Die Miete wird in der Regel zu einem zum Zeitpunkt des Inkrafttretens des Gesetzes geltenden Satz eingefroren.[10]
2. Strenge Mietpreisbindungen sind Preiskontrollen, bei denen der Mietpreis zwar staatlich reguliert steigen kann, aber weiterhin zwischen den Mietverhältnissen gilt. Ein neuer Mieter zahlt somit etwa die gleiche Miete wie der vorherige Mieter.[11]
3. Mietpreisbindungen der zweiten Generation bezeichnen Begrenzungen von Mieterhöhungen während eines Mietverhältnisses. Jedoch ist es möglich, die Mieten zwischen den Mietverhältnissen auf den Marktpreis zu erhöhen. Das heißt, neue Mieter zahlen marktübliche Mieten, aber die Erhöhungen sind begrenzt, solange der Mietvertrag läuft.[12]

## Ökonomie

### Theorie

Mikroökonomisches Modell für Mietpreisbindungen: Ein Höchstpreis unterhalb des Marktpreises (p*) führt zu einem Nachfrageüberschuss (Knappheit), da mehr Wohnraum nachgefragt (q2), als angeboten wird (q1).

In der Wirtschaftswissenschaft werden Mietpreisbindungen als Form der Preiskontrolle analysiert. Die moderne neoklassische bzw. neukeynesianische Theorie sieht Mietpreisbindungen überwiegend negativ. Mietpreisbindung führe wie jede andere Preiskontrolle zu Mangel und Knappheit, da private Investitionen gehemmt werden. Darüber hinaus komme es zu Wohlfahrtsverlusten und Ineffizienz, da ein gewisser Teil des Angebots aufgrund der Preisobergrenzen nie wieder hergestellt wird.
Bereits 1946 wiesen Milton Friedman und George Stigler darauf hin, dass Mietpreisbindungen dazu führen würden, dass Vermieter ihre Mietwohnungen in Eigentumswohnungen umwandeln würden, um weiterhin den Marktpreis zu erhalten. Dies würde eine Knappheit an Mietwohnungen erzeugen und das Angebot weiter reduzieren. Außerdem käme es zu Koordinationsproblemen, da Mieter in mietpreisgebundenen Wohnungen keinen Anreiz hätten diese zu verlassen, wenn sich ihre Wohnungsbedürfnisse verändern. Diese Fehlallokation kann dazu führen, dass Haushalte ohne Kinder in Wohnungen für Familien leben und junge Familien in kleinen Studios zusammengepfercht sind, was eine ineffiziente Allokation darstellt. Die fehlenden Anreize für private Investitionen würden ferner dazu führen, dass der Wohnungsbestand langfristig verfällt.
Als effektive und effiziente Alternativen werden von Ökonomen die schnellere Ausweisung von Bauland, eine Reduktion der Regulation und  Wohngeld-Zahlungen vorgeschlagen.

### Empirie
Eine Reihe von wissenschaftlichen Studien haben die realen Effekte von Mietpreisbindungen in verschiedenen Märkten analysiert. Empirische Arbeiten zur Mietpreisbindung untersuchen Effekte auf:
- Höhe der Mieten
- Angebot an Mietobjekten (Quantität)
- die Anreize der Vermieter, in Gebäude zu investieren (Qualität)
- Wert der Immobilien
- Mobilität von Mietern

Die meisten empirischen Studien zeigen im Einklang mit der ökonomischen Theorie weitreichende Fehlallokationen, welche die ökonomische Wohlfahrt mindern.

#### International
Frühe Studien aus dem 80er und 90er Jahren untersuchten sowohl Mietpreisbindungen der ersten und zweiten Generation. Dabei wurde gezeigt, dass alle Formen von Mietpreisbindung die Qualität von verfügbaren Mietwohnraum reduzieren würden.  Außerdem würden diese Preisbindungen keinen signifikanten Nutzen für Haushalte mit niedrigen Einkommen darstellen. Eine andere Studie zeigte jedoch das Gegenteil, dass Hauptnutznießer der Mietpreisbremse Personen mit niedrigen Einkommen und ältere Menschen waren. Die etwas ausgeglichenere Verteilung der wirtschaftlichen Ressourcen unter den Mietern kam dabei infolge von Mietpreisbindungen der ersten und nicht der zweiten Generation zustande. Ferner reduziere sich die Mobilität von Mietern, was auf eine verringerte Effizienz der Allokation hindeute.
Eine Studie aus dem Jahr 2000 zeigte, dass in New York City die Kosten für Mieter, die keinen Zugang zu regulierten Wohnung haben, übersehen werden, sobald man die höheren Preise im nicht regulierten Bereich berücksichtigt. Haushalte in Wohnungen mit Mietpreisbindungen der ersten Generation hätten von diesen keinen signifikanten ökonomischen Nutzen. Es würde ihnen sogar besser gehen, wenn diese Preisbindungen nicht etabliert worden wären. Eine weitere Studie berechnete die Kosten für Haushalte auf $200 pro Mieteinheit pro Jahr.
Eine Studie von 2003 für den Mietmarkt von New York City konnte zeigen, dass die dortige Mietpreisbindung negative Effekte auf eine effiziente Verteilung von Wohnraum hat. Unter konservativen Annahmen sei davon auszugehen, dass etwa 20 % der Mietwohnungen unter derartige Fehlallokationen fallen würden.
Eine Studie von 2007 untersuchte die Effekte, die Mietpreisobergrenzen auf den Mietmarkt von Boston hatten. Zwar hätten die Preiskontrollen nur geringen Einfluss auf die Errichtung neuer Wohnhäuser, jedoch wurden die betreffenden Wohneinheiten direkt als Eigentumswohnungen gebaut. Ferner wären Mietwohnungen in Eigentumswohnungen umgewandelt worden. Entsprechend führten Mietobergrenzen zu einer Reduktion der Quantität an Mietwohnungen. Die Qualität verringerte sich ebenfalls. Der Wegfall der örtlichen Mietobergrenze führte zu einem erheblichen Anstieg der Mieten. Allerdings seien nur 1,2 % des resultierenden Mietanstiegs auf erfolgte Investitionen zurückzuführen.
2011 zeigte eine weitere Studie zum Mietmarkt in Massachusetts, dass durch Mietpreisobergrenzen der Anteil von Minderheiten stieg, gleichzeitig aber zu stärkerer Konzentration von diesen in bestimmten Gebieten und damit zu mehr Segregation führte.
2014 kam eine Studie für den Mietmarkt von Cambridge (Massachusetts) zu ähnlichen Befunden. Immobilien, die der Mietobergrenze unterlagen, wurden im Wert etwa 50 % niedriger bewertet im Vergleich zu nicht regulierten Immobilien mit vergleichbaren Merkmalen in denselben Stadtteilen. Durch die auf die Nachbarschaft ausstrahlende Wirkung (spill-over effects) würde auch der Wert von Immobilien, die nicht von der Mietobergrenze betroffen sind, um 12 % gesenkt. Bei den für Eigentümer durch Mietobergrenzen entstehenden Kosten handele es sich zu 55 % um negative Externalitäten. In Summe wurden 2 Milliarden US-Dollar in Kosten an die Eigentümer weitergegeben, während Mieter in Summe 300 Millionen US-Dollar an Einsparungen erhielten.
Eine Studie von 2019 analysierte den Einfluss von Preiskontrollen auf den Mietmarkt von San Francisco. Dabei wurde festgestellt, dass die Mobilität von Mietern um 20 % reduziert wurde. Gleichzeitig sank das Angebot an Mietwohnungen um 15 %, da Vermieter ihre Wohnungen in Eigentumswohnungen umwandelten oder sanierten. Die stadtweiten Mieten stiegen im Schnitt um ca. 7 % an. Daher habe die Mietpreisbindung zwar kurzfristig die Vertreibung etablierter Mieter verhindert, das verlorene Angebot an Mietwohnungen habe aber langfristig die Marktmieten in die Höhe getrieben und letztendlich die Ziele des Gesetzes untergraben.

#### Deutschland
2014 argumentierten Ökonomen vom DIW Berlin, dass die deutsche Mietpreisbindung kaum preisdämpfende Wirkung haben würde. Zwar könnten kurzfristig gewisse Verteilungseffekte erzielt werden, langfristig würden aber eindeutig die negativen Effekte sowohl für Mieter als auch für Vermieter überwiegen. Besonders wurde ausgehend von der damaligen Datenlage zum Mietmarkt argumentiert, dass es im langfristigen Vergleich keine zunehmende Wohnungsnot gebe, sondern diese zyklisch sei durch die planungs- und baubedingte, meist mehrjährige Dauer von der Entscheidung bis zur Fertigstellung neuer Wohnungen. Gegenwärtig fehlen vor allem kleine und günstige Wohnungen. Außerdem verweist das Diskussionspapier auf mehrere weitere Untersuchungen zur Geschichte der Mietpreisregulierung in Deutschland. Die These, dass ein Abbau von Mieterschutzmaßnahmen wie Mietpreiskontrollen die Wohnungsbauinvestitionen fördere, konnte dort allerdings empirisch nicht nachgewiesen werden. In jeder Periode gebe es andere Variablen, die für Veränderungen im freifinanzierten Mietwohnungsbau allein ausschlaggebend sein können. Der zeitlichen Zusammenhang von Mietrechtsänderungen der Nachkriegszeit mit dem Verlauf von Wohnungsbauinvestitionen zeige, dass es fehlgeleitet sei, bspw. den Bauboom zwischen 1970 und 1974 als Auswirkung des Abbaugesetzes darzustellen. Dann bleibe nämlich das niedrige Niveau des Wohnungsbaus in den Jahren 1968 bis 1970 unerklärlich. Ähnliches gilt für den darauf folgenden Rückgang des Wohnungsbaus ab 1974. Das Wohnraumkündigungsschutzgesetz wurde bereits 1971 bis 1974 eingeführt. Deshalb ließe sich der behauptete Einfluss des Mieterschutzes als Ursache des Rückgangs empirisch nicht belegen. Andere Autoren kommen zu dem Ergebnis, dass besonders die strengen Mietpreiskontrollen nach dem Zweiten Weltkrieg die Wohnungsnot in Deutschland noch weiter verschärft habe. Erst durch den sukzessiven Abbau der Mietregulierung in Deutschland konnte die Neubautätigkeit gestärkt werden.
Eine Evaluierung von 2016 des DIW zeigte, dass die Mietpreisbremse keine Verlangsamung der Preiszunahme erreicht hatte – im Gegenteil seien die Mieten in einigen Ballungsräumen sogar noch schneller gestiegen. Dies sei dadurch zu erklären, dass Preise lediglich Signale für Knappheit darstellen, die tatsächliche Ursache sei das Missverhältnis von angebotenem Wohnraum und der Nachfrage. Eine Lösung des Wohnungsproblems könne daher nur durch eine Ausweitung des Angebots an bezahlbarem Mietwohnraum erreicht werden.
Für Berlin stufte eine empirische Studie von 2017 des arbeitgebernahen IdW die Mietpreisbremse zusammenfassend als wirkungslos ein, obwohl sie einen Rückgang der Mietpreise in Reaktion auf die Einführung der Mietpreisbremse von knapp unter 3 % auswies.
In einer anderen Studie von 2018 des DIW Berlin wurden die Effekte für alle Gebiete Deutschlands mit geltender Mietpreisbremse ermittelt, wobei Preisentwicklungen von regulierten und nicht regulierten Wohnungen miteinander verglichen wurden. Dabei hatte die Mietbremse in Regionen mit ausreichendem Mietwachstum durchaus einen dämpfenden Preiseffekt.
2019 kam eine Studie des DIW Berlin zu dem Ergebnis, dass Mietpreisbindungen der zweiten Generation die Mieten für mietpreisgebundene Wohnungen senken, gleichzeitig aber Mieten für nicht-preisgebundene Wohnungen erhöhen. Außerdem würden Preisbindungen kurzfristig zu Wohlfahrtsverlusten führen, da es zu Fehlallokationen käme.
Eine 2019 von der Hamburger Behörde für Stadtentwicklung und Wohnen in Auftrag gegebene Studie zeigte, dass durch Einführung der Mietpreisbremse keine signifikante Dämpfung der Mietpreisentwicklung festzustellen war. Als eine der Ursachen wird gesehen, dass viele Vermieter sich Ausnahmeregelungen zunutze machten, etwa Modernisierungen und das befristete Vermieten mit Möbilierung. Diese ermöglichen Mieten über den Rahmen der Mietpreisbremse hinaus zu erhöhen. Dabei würden in Hamburg auch Wohnungen mit Instandhaltungsarbeiten als modernisiert angeboten werden. Die Vereinigung „Mieter helfen Mietern“ hält die Studie für wenig aussagekräftig, da die Evaluationsdaten aus 2017 und 2018 stammten, als noch Rechtsunsicherheit bestand, die inzwischen nicht mehr gelte.
Eine 2023 veröffentlichte Studie des DIW zeigte, dass die Einführung der Mietpreisbremse in Deutschland überwiegend negative Effekte hatte. Im Einklang mit der ökonomischen Theorie wurden großflächige Fehlallokationen beobachtet.

### Meinungen
Es besteht ein wissenschaftlicher Konsens unter Ökonomen, dass Mietpreisbindungen die Qualität und Quantität von Mietwohneinheiten verringern.
Bei einer 1992 unter Wirtschaftswissenschaftlern, Studenten der Wirtschaftswissenschaften und Mitgliedern der American Economic Association durchgeführten Umfrage, stimmten 93 % allgemein oder mit geringen Vorbehalten zu, dass Mietpreisbindungen die Quantität und Qualität des verfügbaren Wohnraums verringern würden.
Viele Ökonomen schlagen sozialen Wohnungsbau oder Wohngeldzahlungen als effiziente Alternativen vor, um den Wohnraum für Mieter erschwinglicher zu machen, ohne den Wohnungsmarkt zu verzerren. Eine Ausweitung von bestehenden Förderprogrammen würde jedoch einen starken Anstieg der Staatsausgaben erfordern.
Innerhalb der internationalen Literatur gibt es auch eine Minderheitenmeinung für Mietpreisbremsen. Entsprechend existieren Argumente für Eingriffe in den Mietmarkt. Lorenz Thomschke zufolge würde spätestens seit Mitte der 1990er Jahre von Befürwortern der Mietpreisbindungen die Aussagekraft einfacher Angebots-Nachfrage-Modelle für die Bewertung von Mietkontrollen in unvollkommenen Märkten in Frage gestellt.
Paul Krugman zufolge hemmen Mietpreisbindungen den Bau neuer Wohnungen und verschlechtern die Mieter-Vermieter-Beziehungen. In Märkten, in denen nicht alle Wohnungen unter Mietpreisbindungen stehen, kommt es zu einem Anstieg der Mieten für nicht-preisgebundene Einheiten.

Der schwedische Immobilienökonom Assar Lindbeck sagte über Mietpreisbindungen:

“Rent control appears to be the most efficient technique presently known to destroy a city – except for bombing.”

„Die Mietpreisbindung scheint die effizienteste derzeit bekannte Methode zu sein, um eine Stadt zu zerstören – abgesehen von Bombenangriffen.“

## Internationale Situation

### Deutschland

#### 1922–1945
Nachdem sich die schon vor dem Ersten Weltkrieg in vielen Städten herrschende Wohnungsnot nach dem Kriegsende 1918 deutlich verschärft hatte, wurde in Deutschland 1922 das Reichsmietengesetz eingeführt, wonach eine freie Vereinbarung der Miete zwar zunächst möglich war, jedoch durch einseitige Erklärung auf die sogenannte gesetzliche Miete gesenkt werden konnte. Diese bezog sich auf die Stichtagsmiete vom 1. Juli 1914, die sogenannte Friedensmiete, und konnte nur durch landesbehördlich verordnete pauschale Zuschläge erhöht werden. Um Unterhalts- und Instandsetzungskosten zu decken und angesichts der Inflation 1914 bis 1923 nahm dieses Zuschlagssystem ein unübersichtliches Maß an, letztlich blieben die Mieten aber hinter der Preisentwicklung für andere Grundbedürfnisse zurück und wurden erst nach dem Ende der Inflation wieder auf das Vorkriegsniveau und darüber angehoben. In der Umsetzung und Überprüfung der Mietpreisbestimmungen spielten die paritätisch aus Mietern und Vermietern besetzten Mieteinigungsämter eine große Rolle. 1931 wurde die gesetzliche Miete durch eine Notverordnung gesenkt. Am 17. Oktober 1936 wurden von den Nationalsozialisten ein Mietpreisstopp verhängt und weitere Mietpreisbehörden eingerichtet.

#### 1945–1990 (BRD)

##### Altbauten
Nach dem Ende der nationalsozialistischen Herrschaft galt die genannte Regelung für Altbauten zunächst in beiden Teilen Deutschlands weiter, weswegen bereits in den 1950er Jahren Hausbesitz vielfach als „unrentabel“ galt, da die Kosten für Instandhaltung, Reparaturen und Verwaltung jedes Jahr weiter anstiegen. Die Monatsmieten für Altbauwohnungen betrugen zum Teil weniger als eine Mark je Quadratmeter.
Mit dem Bundesmietengesetz von 1955 durfte die Miete für Wohnungen, die bis 1948 gebaut wurden, um 5 % erhöht werden. Darüber hinaus waren für Wohnungen mit Etagen- oder Zentralheizung Mieterhöhungen von weiteren 10 % erlaubt.

##### Neubauten
In Westdeutschland galt durch das Erste Wohnbaugesetz von 26. April 1950 für öffentlich geförderte Wohnungen die Kostenmiete, im frei finanzierten Wohnungsbau fanden die Vorschriften über eine Preisbildung keine Anwendung (Marktmiete).  Auch laut der Mietenverordnung von 20. November 1950 konnte bei steuerbegünstigtem neugeschaffenen Wohnraum nur die Kostenmiete erhoben werden. Diese durfte zusätzlich maximal eine Höhe von 1,50 DM je Quadratmeter haben. Im Zweiten Wohnungsbaugesetz von 1956 galt erneut die Kostenmiete für öffentlich geförderte Wohnungen und Marktmiete für frei finanzierten Wohnungsbau. So wollte man erreichen, dass der Anteil der freifinanzierter Neubauwohnungen gegenüber den Altbauten stieg. Dies gelang jedoch nicht, da in den 60er Jahren der Anteil der mietpreisgebundenen Sozialwohnungen an den fertiggestellten Wohnungen mit 30 bis 45 Prozent sehr hoch war.

##### Abbau der Regelungen
Der Bundestag verabschiedete am 24. Mai 1960 gegen die Stimmen der SPD das vom damaligen Minister für Wohnungsbau Paul Lücke angestoßene Gesetz über den Abbau der Wohnungszwangswirtschaft und über ein soziales Miet- und Wohnrecht. Allerdings wurde bis 1963 durch großes öffentliches Interesse und damit verbundene politische Auseinandersetzungen das Inkrafttreten verzögert. Dann durften ab 1. August 1963 die Hauswirte in Westdeutschland ihre Mietforderung sofort „angemessen“ bis zu einem Höchstsatz von 25 Prozent erhöhen und ab 1964 gab es auch für Altbaumieten überhaupt keine Höchstgrenzen mehr.

#### 1945–1988 (West-Berlin)
In West-Berlin galt die Mietpreisbindung anders als in Westdeutschland bis ins Jahr 1988 weiter und wurde dann nach über 70 Jahren vom West-Berliner Senat abgeschafft.

#### 1945–1990 (DDR)
In der DDR wurde der seit 1936 gültige Mietenstopp zunächst 1946 durch die Sowjetische Militäradministration in Deutschland und später von der DDR-Regierung verlängert und galt weiter bis zur Wiedervereinigung. Nach Einschätzung des Instituts der deutschen Wirtschaft (IW) waren aus den laufenden Mieterträgen weder Modernisierungen noch Instandsetzungen finanzierbar, sodass der Wohnungsbestand zunehmend verfiel und viele Altbauwohnungen in den DDR-Innenstädten kaum bewohnbar waren. Private Hausbesitzer, die nicht enteignet worden waren, verschenkten daher mit den Jahren ihren Grundbesitz vielfach an den Staat, dessen zuständige Ämter für Wohnungswesen den knappen Wohnraum nach festgelegten Kriterien und nach teils jahrelanger Wartezeit zuwiesen und zum Ende der DDR noch 781.000 Anträge auf Wohnungs- bzw. Wohnraumzuweisung offen hatten.

#### Rückgang des sozialen Wohnungsbaus ab 1988
Der Soziale Wohnungsbau war eine soziale Errungenschaft der 1920er Jahre. Über 70 Jahre sorgte das Konzept für erschwinglichen Wohnraum für Geringverdienende. Ab 1988 verlor der Soziale Wohnungsbau durch weitgehende Privatisierung und gleichzeitigen Rückzug des Staates aus der Förderung massiv an Bedeutung. Gab es im Jahr 1987 noch 3,9 Millionen Sozialwohnungen, so waren es Ende 2001 nur noch rund 1,8 Millionen Wohnungen. Bis mindestens Mitte der 2010er Jahre verloren pro Jahr ca. 100.000 weitere Wohnungen ihren Status als Sozialwohnung. Die Mietpreisbindung galt dadurch für immer weniger Wohnungen. Grundlage ist das Gesetz über die soziale Wohnraumförderung. Die Anmietung ist in solchen Fällen grundsätzlich nur für Mieter mit Wohnberechtigungsschein möglich und die Vermieter dürfen nur die sogenannte Kostenmiete verlangen.

#### Vereinheitlichung nach 1990
Nach 1990 wurde die Mietpreisbindung auch in den neuen Bundesländern schrittweise aufgehoben, das am 10. Juni 1995 verkündete Mietenüberleitungsgesetz (MÜG) (BGBl I, S. 748) vereinheitlichte die Bestimmungen über Mietpreise mit Wirkung zum 1. Januar 1998 in ganz Deutschland. Die Festsetzung der Miete war bis 2015 bundesweit nur noch durch das Wirtschaftsstrafrecht begrenzt. Darin wird der Begriff der Mietpreisüberhöhung nach § 5 Wirtschaftsstrafgesetz (WiStG 1954) eingeführt. Sie stellt eine Ordnungswidrigkeit dar. Das Verlangen eines Mietzinses infolge der Ausnutzung eines geringen Angebots in einer Höhe von mehr als zwanzig Prozent über der ortsüblichen Miete wird mit einer Geldstrafe von bis zu fünfzigtausend Euro (aktuelle Fassung) geahndet. Hinzu kommen die Regelungen zur Ahndung des Mietwuchers, ebenfalls im Wirtschaftsstrafrecht. Mieterhöhung in laufenden Mietverträgen konnte und kann – sofern keine anderweitige Regelung getroffen wurde – gemäß § 558 BGB zudem nur bis maximal zur Höhe der ortsüblichen Vergleichsmiete verlangt werden.

#### Mietrechtsänderungsgesetz (2013)

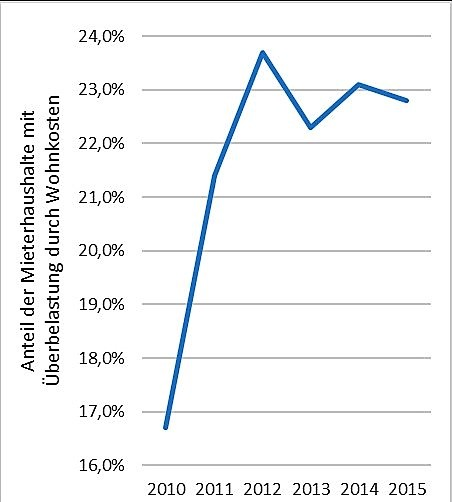
Anteil der Mieterhaushalte aus dem freien Wohnungsmarkt mit einer Überbelastung durch alle das Wohnen betreffende Kosten (Miete, Heizkosten etc.). Eine Überbelastung liegt vor, wenn die Wohnkosten höher als 40 % des verfügbaren Haushaltseinkommens sind. Diese Kennzahl entspricht dem Eurostat-Indikator „Housing cost overburden rate“.

Am 1. Mai 2013 trat das Mietrechtsänderungsgesetz in Kraft. Wenn die bisherige Miete deutlich unter der ortsüblichen Miete liegt, darf der Vermieter in besonders gefragte Gegenden in Groß- oder Universitätsstädten die Miete künftig nicht mehr so stark anheben wie zuvor. Die Bundesländer können für bestimmte Gegenden verfügen, dass die Miete innerhalb von drei Jahren nur noch um maximal 15 % erhöht werden darf statt wie bisher um 20 %.
In den Vorjahren hatte die Überbelastung durch Wohnkosten in Mieterhaushalten aufgrund steigender Mieten und Energiekosten zugenommen.

#### Mietpreisbremse (2015)
Mit dem am 5. März 2015 mit den Stimmen der Großen Koalition (CDU, CSU und SPD) und bei Enthaltung der Opposition durch den Bundestag verabschiedeten Mietrechtsnovellierungsgesetz (MietNovG) wurden die umgangssprachlich als Mietpreisbremse bezeichneten Regelungen über die „Vereinbarungen über die Miethöhe bei Mietbeginn in Gebieten mit angespannten Wohnungsmärkten“ eingeführt. Durch die §§ 556dff BGB wurde es erstmals wieder gesetzlich den Bundesländern ermöglicht, für alle Vermieter die verlangte Miete bei Neuvermietungen von Bestandswohnungen per Verordnung zu begrenzen.

##### Auf Bundesebene
§ 556d Absatz 2 BGB ermächtigt die Bundesländer zum Erlass einer Rechtsverordnung. Durch diese Rechtsverordnung können Gebiete für maximal fünf Jahre als Gebiete mit angespanntem Wohnungsmarkt ausgewiesen werden. Gebiete mit angespannten Wohnungsmärkten liegen vor, wenn die ausreichende Versorgung der Bevölkerung mit Mietwohnungen in einer Gemeinde oder einem Teil der Gemeinde zu angemessenen Bedingungen besonders gefährdet ist. Diese Gefährdung kann insbesondere dann gegeben sein, wenn eines der Kriterien der Nummern 1 bis 4 des § 556d Absatz 2 Satz 3 BGB durch ein Gebiet erfüllt wird. Die Bundesländer können jedoch auch eigene Kriterien festlegen, da insoweit Satz 3 nur von „insbesondere“ spricht und somit nicht abschließend ist.
Die verlangte Miete darf in einem sogenannten „angespannten Wohnungsmarkt“ höchstens 10 % über der ortsüblichen Vergleichsmiete liegen (§ 556d Absatz 1 BGB). Für die Ermittlung der ortsüblichen Vergleichsmiete ist ausweislich der Gesetzesbegründung auf den Katalog des § 558a Absatz 2 BGB abzustellen. Die nach § 556d Absatz 1 BGB höchstens zulässige Miete darf in drei Ausnahmefällen überschritten werden.
- § 556e Absatz 1 BGB bestimmt, dass die Vormiete verlangt werden darf, wenn diese die höchstens zulässige Miete ihrerseits zulässigerweise überschreitet. Die Vormiete ist die Miete, die der vorherige Mieter zuletzt schuldete, wobei Mieterhöhungen, die innerhalb eines Jahres vor Beendigung des Mietverhältnisses vereinbart wurden, und Mietminderungen unberücksichtigt bleiben.
- § 556e Absatz 2 BGB bestimmt, dass die nach § 556d Absatz 1 BGB höchstens zulässige Miete um den Betrag überschritten werden darf, der bei einer Modernisierungsmieterhöhung nach §§ 559, 559a BGB auf die jeweilige Wohnung entfällt. Dies gilt jedoch nur, wenn die Modernisierung im Sinne des § 555b BGB in den letzten drei Jahren vor Beginn des Mietverhältnisses durchgeführt wurde.
- § 556f BGB bestimmt, dass die Regelungen zur Mietpreisbremse nicht für Wohnungen, die nach dem 1. Oktober 2014 erstmals genutzt und vermietet werden, und für umfassend modernisierte Wohnungen gelten. Auf Wohnungen, die unter diese Ausnahme fallen, ist die Mietpreisbremse dauerhaft nicht anwendbar.[70]

Die Regelungen zur Mietpreisbremse verpflichten den Vermieter nicht im Vorfeld, nur die höchstens zulässige Miete zu verlangen. § 556g Absatz 2 BGB gibt dem Mieter jedoch das Recht, die vom Vermieter zu viel geforderte und vom Mieter zu viel gezahlte Miete heraus zu verlangen. Voraussetzung hierfür ist, dass der Mieter den Vermieter gerügt hat. Mit der Rüge muss der Mieter dem Vermieter anzeigen, dass er die Miete für überhöht hält, und darlegen, aus welchen Umständen diese Zweifel herrühren. Erst die nach dem Zeitpunkt der Rüge gezahlten Mieten sind vom Rückforderungsanspruch erfasst.

##### Auf Landesebene
Das Gesetz trat gemäß Art. 4 MietNovG überwiegend am 1. Juni 2015 in Kraft. Seit dem 28. April 2015 sind die Landesregierungen laut § 556d Absatz 2 BGB ermächtigt, Gebiete mit angespannten Wohnungsmärkten durch Rechtsverordnung für maximal fünf Jahre zu bestimmen. Die zeitliche Begrenzung soll sicherstellen, dass die Mietpreisbremse nur ein temporäres Instrument ist und lediglich als Flankierung für wohnungspolitische Maßnahmen der Bundesländer dienen soll, um die Marktentwicklungen abzufangen, bis die Maßnahmen zum sozialen Wohnungsbau der Länder greifen. Die durch die Länder erlassene Rechtsverordnung muss jedoch abweichend von anderen Rechtsverordnungen durch die Landesregierung begründet werden, um wirksam zu sein (§ 556d Absatz 2 Sätze 5 bis 7 BGB).
Berlin ist etwa nach § 1 der Mietenbegrenzungsverordnung mit Wirkung vom 1. Juni 2015 eine Gemeinde mit einem angespannten Wohnungsmarkt, in der die ausreichende Versorgung der Bevölkerung mit Mietwohnungen zu angemessenen Bedingungen besonders gefährdet ist. Derartige Rechtsverordnungen haben die Landesregierungen von Baden-Württemberg, Bayern, Brandenburg, Bremen, Hamburg, Hessen, Mecklenburg-Vorpommern, Niedersachsen, Nordrhein-Westfalen, Rheinland-Pfalz, Schleswig-Holstein und Thüringen erlassen. In Baden-Württemberg gilt die dortige Mietpreisbegrenzungsverordnung in 68 Kommunen, in Bayern in 203 Kommunen, in Brandenburg in 19 Kommunen, in Bremen für das Stadtgebiet von Bremen mit Ausnahme von Bremerhaven, in Hamburg für das gesamte Stadtgebiet, in Hessen für 16 Kommunen, in Mecklenburg-Vorpommern für Greifswald und Rostock, in Niedersachsen für 12 Kommunen, in Nordrhein-Westfalen für 22 Kommunen, in Rheinland-Pfalz für die Kommunen Landau, Ludwigshafen, Mainz, Speyer und Trier und in Thüringen für die Gemeinden Erfurt und Jena.
Sachsen-Anhalt und das Saarland verzichteten bisher auf den Erlass einer entsprechenden Rechtsverordnung. Die sächsische Landesregierung beschloss am 31. Mai 2022 erstmalig die Einführung einer Mietpreisbremse für Dresden und Leipzig, die am 13. Juli 2022 in Kraft trat.
Die Rechtsverordnungen der Länder Baden-Württemberg, Bayern, Brandenburg, Hamburg (2015) und Hessen wurden jedoch durch Amts- bzw. Landgerichte für unwirksam erklärt, weil die Landesregierungen der Begründungspflicht nicht oder nur unzureichend nachgekommen waren oder aber weil zwar eine Begründung existierte, diese jedoch nicht veröffentlicht wurde. Klagen von Mietern, eine finanzielle Entschädigung durch die verantwortlichen Bundesländer zu erwirken, waren in zwei Bundesländern gescheitert.

##### Wirksamkeit

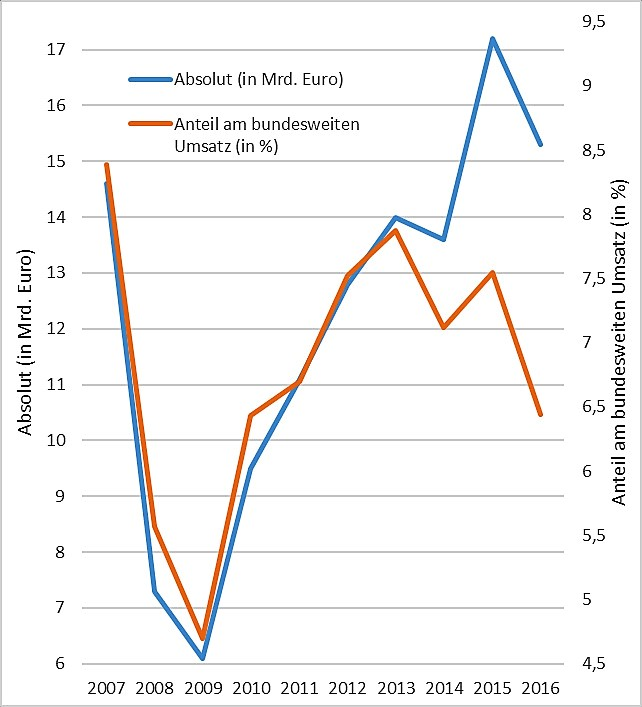
Entwicklung des in Berlin durch Immobiliengeschäfte erzielten Umsatzes in absoluten Zahlen gegenüber dessen Anteil am deutschlandweiten Umsatz.

Eine geringe Wirkung der ersten Mietpreisbremse wurde u. a. darauf zurückgeführt, dass die Mieter die ihnen durch das Mietrechtsnovellierungsgesetz gewährten Rechte nicht wahrnehmen. Die Wohnungsmieten stiegen daher weiterhin in vielen Städten. Daher gab es bereits 2016 eine Bundesratsinitiative zur Nachbesserung des bestehenden Gesetzes.
In Berlin entwickelten sich von 2007 bis 2013 der durch Immobiliengeschäfte erzielte Umsatz in absolute Zahlen und dessen Anteil am bundesweiten Umsatz parallel zueinander. Im ersten Jahr nachdem Berlin die Möglichkeiten aus dem Mietrechtsänderungsgesetz anwandte, änderte sich dies: Während der absolute Umsatz wie in den Vorjahren bis 2015 weiter anstieg, sank der Anteil am bundesweiten Umsatz. Ab 2015, als die Mietpreisbremse eingeführt wurde, sank auch der absolute Umsatz.

##### Rechtmäßigkeit
Die 67. Zivilkammer des Landgerichts Berlin hegte Zweifel an der Verfassungsmäßigkeit der Mietpreisbremse. Dementsprechend hat die Kammer zwei bei ihr anhängige Berufungsverfahren zur Entscheidung über die Verfassungsmäßigkeit dem Bundesverfassungsgericht gem. Artikel 100 Abs. 1 GG vorgelegt.
In einer anderen Sache entschied das Bundesverfassungsgericht im Juli 2019, dass die Mietpreisbremse nicht gegen das Grundgesetz verstößt. In dem Verfahren wurde die Verfassungsbeschwerde einer Vermieterin nicht zur Entscheidung angenommen.

#### Mietpreisbremse (2019)
Das Mietrechtsanpassungsgesetz (MietAnpG), das eine Modifikation der Regelungen zur Mietpreisbremse vorsieht, statuiert im neu eingeführten § 556g Absatz 1a BGB eine Auskunftspflicht des Vermieters, wenn er von einer Ausnahmeregelung nach §§ 556e, 556f BGB Gebrauch macht. Soweit der Vermieter seiner Auskunftspflicht nicht nachkommt, kann er sich auf die Ausnahmeregelung, die ihm ein Mehr gegenüber der Grundregelung des § 556d Absatz  BGB (ortsübliche Vergleichsmiete zzgl. 10 %) zu fordern erlaubt, nicht berufen. Hat der Vermieter dagegen die notwendige Auskunft selbstständig und in der geforderten Form nachgeholt, kann er sich erst zwei Jahre nach formgerechter Nachholung der Auskunft auf die Ausnahmetatbestände berufen. Eine Ausnahme der Mietpreisbremse gibt es jedoch für Neubauten. Bei neu errichteten Wohnungen kann der Eigentümer die Miete ohne Beschränkung festlegen. So soll verhindert werden, dass Investoren das Interesse am Bau von neuem Wohnraum verlieren.
Das MietAnpG wurde am 29. November 2018 durch den Bundestag beschlossen und trat am 1. Januar 2019 in Kraft. CDU/CSU und SPD stimmten für den Gesetzentwurf, AfD und FDP lehnten ihn ab, Die Linke und Bündnis 90 / Die Grünen enthielten sich.

#### Mietpreisbremse (2020)
Das Gesetz zur Verlängerung und Verbesserung der Regelungen über die zulässige Miethöhe bei Mietbeginn trat am 1. April 2020 in Kraft und stellt eine Verschärfung der Mietpreisbremse dar. Mit dem verabschiedeten Gesetz wurde die Mietpreisbremse bis zum Jahr 2025 verlängert und Mieter können künftig zu viel bezahlte Miete rückwirkend einfordern. Die Regelung wurde 2025 bis Ende 2029 verlängert.

#### „Mietendeckel“ in Berlin
„Mietendeckel“ ist die umgangssprachliche Bezeichnung für das vom Senat von Berlin beschlossene Gesetz zur Neuregelung gesetzlicher Vorschriften zur Mietenbegrenzung (MietenWoG Bln). Das von der rot-rot-grünen Koalition angestoßene Gesetz sollte die öffentlich-rechtliche Begrenzung von Wohnraummieten ermöglichen. Zu den wesentlichen Regelungen gehörten ein Mietenstopp, Mietobergrenzen, Mietabsenkungen und die Begrenzung der Modernisierungsumlage. Für bestimmte Wohnräume sollte das Gesetz nicht gelten, insbesondere nicht für Wohnraum, der ab dem 1. Januar 2014 erstmals bezugsfertig wurde (Neubau) oder der öffentlich gefördert wurde. Das Gesetz sollte auf fünf Jahre befristet sein, wurde jedoch vom Bundesverfassungsgericht am 15. April 2021 für nichtig erklärt.

#### Rechtspolitik
Im Oktober 2019 stellte die zuständige Ministerin Christine Lambrecht wesentliche Punkte ihrer Agenda vor. Danach soll die Mietpreisbremse für Neuvermietungen um fünf Jahre verlängert und verschärft werden. Zuviel gezahlte Miete soll künftig rückwirkend für 30 Monate zurückgefordert werden können.

#### „Mietenstopp“ in Bayern
In Bayern wurde das Volksbegehren „# 6 Jahre Mietenstopp“ gestartet. Ziel ist, für 6 Jahre jede Mieterhöhung zu unterbinden, auch für Index- und Staffelmieten. Das Gesetz soll für 162 bayerische Städte und Gemeinden gelten, in denen die Mietpreise überdurchschnittlich stark steigen.
Die Unterschriftensammlung für die Zulassung des Volksbegehrens startete Anfang Oktober 2019 und lief bis Ende des Jahres. Mindestens 25.000 Unterschriften sind dafür erforderlich. Am 16. Juli 2020 wies das Verfassungsgericht in Bayern das Volksbegehren ab. Dies wurde begründet mit der Zuständigkeit des Bundes für das Mietrecht.

### Frankreich
1948 wurde ein Gesetz erlassen, welches mietpreisgebundene Wohnungen in ganz Frankreich einführte.
In Frankreich wurden leichte Liberalisierungen in der zweiten Hälfte des 20. Jahrhunderts durchgeführt. Mit dem Verschwinden von Wohnungen, die unter das Gesetz von 1948 fallen, wurden in den 2010er Jahren neue Maßnahmen zur Mietpreiskontrolle eingeführt, darunter vor allem die Begrenzung der Mieterhöhungen in bestimmten Großstädten.

### Österreich
Der Friedenszins war eine Maßnahme des Mieterschutzes, die im Jahr 1917 in Österreich eingeführt wurde. Er legte eine gesetzlich geregelte Höchstmiete für Mietverträge fest, die vor dem 1. August 1914 abgeschlossen worden waren.
„Ab 2024 will die Regierung für drei Jahre die staatlich regelbaren Mieterhöhungen auf fünf Prozent pro Jahr deckeln – bei einer prognostizierten Inflation von rund vier Prozent.“

### Portugal
António de Oliveira Salazar verfügte 1947 einen Mietpreis-Stopp für die Großstädte Lissabon und Porto, der über 40 Jahre lang in Kraft blieb und dafür sorgte, dass für manche Altbau-Wohnungen Ende der 1980er Jahre weniger als umgerechnet fünf Euro im Monat bezahlt werden mussten. Nach dem Ende des Mietpreis-Stopps blieben die Mieterhöhungen bis 2006 auf den Inflationsausgleich begrenzt, sodass die Mieten weiterhin sehr niedrig lagen. Viele Hauseigentümer ließen ihre Altstadtwohnungen daher verfallen, weil das Geld für Renovierungen fehlte. Sanitäre Grundausstattungen mit Dusche und WC fehlten in vielen Gebäuden. Im Stadtzentrum Lissabons stürzten Ende der 1990er Jahre jährlich etwa 20 Häuser wegen des schlechten Zustandes ein.

### Schweden
Schweden verfügt über sehr strenge Mietpreisbindungen. Bis 2011 wurden jährliche Höchstmieten durch Mieterverbände und Stadträte festgelegt, die von Vermietern um max. 5 % überschritten werden durften. Stockholm leidet bis heute (Stand: 2016) unter einem schweren Wohnungsmangel: Es dauerte durchschnittlich neun Jahre, um eine Mietwohnung zu erhalten.

### Spanien
Katalonien hat im September 2020 als erste spanische Region ein Gesetz zur Regulierung von Mieten verabschiedet.

### USA
Die Mietregulierung in den Vereinigten Staaten ist Aufgabe der Bundesstaaten. Während des Zweiten Weltkriegs wurde vorübergehend ein genereller Mietpreisstopp eingeführt. Nach 1945 übernahmen einzelne Städte diese Regelung. 2018 gibt es in vier Bundesstaaten, Kalifornien, New York, New Jersey und Maryland, sowie in Washington, D.C. Gesetze, die Kommunen die Einführung von Mietpreisbindungen erlauben. Siebenunddreißig Staaten verbieten oder verhindern gesetzliche Regelungen, während neun Staaten ihren Städten erlauben, Mietpreisbindungen zu erlassen, aber keine Städte haben, die sie eingeführt haben.
In Kommunen mit Mietpreisbindungen decken diese häufig einen großen Prozentsatz des Mietbestands ab: In New York City waren im Jahr 2011 45 % der Mieteinheiten entweder „mietstabilisiert“ oder „mietkontrolliert“, in Washington, D.C. waren im Jahr 2014 etwas mehr als 50 % der Mieteinheiten preisgebunden, in San Francisco 2014 etwa 75 % aller Mieteinheiten und in Los Angeles waren 2014 80 % der Mehrfamilieneinheiten mietpreisgebunden.
2019 verabschiedete Oregon ein Gesetz, welches den Bundesstaat zum ersten in der Nation machte, der eine landesweite Mietpreispolitik verabschiedete. Dieses neue Gesetz begrenzt die jährlichen Mietsteigerungen auf die Inflation plus 7 Prozent, beinhaltet die Dekontrolle von Leerständen (Marktrate zwischen Mietverhältnissen), befreit Neubauten für 15 Jahre und hält das derzeitige staatliche Verbot der lokalen Mietkontrollpolitik (Vorkaufsrecht auf Landesebene) aufrecht.

### Vereinigtes Königreich
Von 1915 bis 1980 gab es eine Mietpreisbindung für den gesamten Mietmarkt im Vereinigten Königreich. Unter der Regierung von Margareth Thatcher begann eine Phase der Deregulierung des Wohnungsmarktes, die bis heute anhält. Mit dem Housing Act von 1980 wurden erste Regulationen abgeschafft. Der Housing Act von 1988 schaffte alle Mietregelungen für neue Mietverträge ab. Als Grundsatz wurde die Vertragsfreiheit von Mietern und Vermietern eingeführt. In einer kleinen Anzahl von öffentlichen Wohnungen gibt es weiterhin Mietregelungen. Häufig spiegeln die von den lokalen Behörden festgelegten Sätze die steigenden Preise auf dem nicht regulierten privaten Markt wider.

## Kritik
Um die angespannte Mietpreis-Situation in den Griff zu bekommen, muss der Staat zusätzlich die Spekulationen von Immobilien-Investoren eindämmen. Dies kann der Staat durch einen Milieuschutz oder ein explizites Vorkaufsrecht umsetzen.